# Аймак (КНР)
 Тази статия е за административната единица в КНР.  За административната единица в Монголия вижте Аймак.  
Аймакът (на китайски: 盟, на пинин: Méng произнася се „мън“; на монголски: ᠠᠶᠢᠮᠠᠭ) е административна единица от 2-ро ниво в автономния район Вътрешна Монголия, Китайска народна република.
По отношение на административните си функции аймаците съответстват на префектурите в останалите части на КНР. През 70-те години на XX век във Вътрешна Монголия са съществували 9 аймаци. Много от тях са преобразувани в градски префектури. Към 2025 година съществуват 3 аймака:

## Списък на префектурите в КНР
| На български | На китайски | На пинин        | На монголски  |
| ------------ | ----------- | --------------- | ------------- |
| Алша         | 阿拉善盟    | Ālāshàn méng    | ᠠᠯᠠᠱᠠᠨ        |
| Шилин Гол    | 锡林郭勒盟  | Xīlínguōlè méng | ᠰᠢᠯᠢ ᠶᠢᠨ ᠭᠣᠤᠯ |
| Хинган       | 兴安盟      | Xīng'ān méng    | ᠬᠢᠩᠭᠠᠨ        |